# Cha'palaachi
El cha'palaachi o cayapa és un llengua indígena parlada per un número significatiu de cayapes del nord-oest de l'Equador. Aquesta llengua forma part de la família barbacoana. En general els cayapes o chachis parlen també castellà.

## Fonologia
L'inventari consonàntic del cha'palaachi està format per:
|           |           | Bilabial | Alveolar | Palatal | Velar | Glotal |
| --------- | --------- | -------- | -------- | ------- | ----- | ------ |
| Oclusiva  | sorda     | p        | t        | ty      | k     | ʔ      |
| Oclusiva  | sonora    | b        | d        | dy      | g     |        |
| Africada  | Africada  |          | ¢        | č       |       |        |
| Fricativa | sorda     | f        | s        | š       | x     |        |
| Fricativa | sonora    | β        |          |         |       |        |
| Nasal     | Nasal     | m        | n        | ny      |       |        |
| Líquida   | Líquida   |          | l        | ly      |       |        |
| Semivocal | Semivocal | w        |          | y       |       |        |

Per als textos en cha'palaachi s'usa un alfabet llatí, que inclou diversos dígrafs entre ells:
A, AA, B, C, CH, D, DY, E, EE, F, G, GU, HU, I, II, J, L, LL, M, N, Ñ, P, QU, R, S, SH, T, TS, TY, O, UU, V, I i '
Les vocals repetides s'empren per transcriure les vocals llargues.

## Gramàtica
El cha'palaachi té un caràcter essencialment aglutinant i l'ordre bàsic és Subjecte Objecte Verb.